# Miquel Bauçà
Pour les articles homonymes, voir Bauçà.
Miquel Bauçà Rosselló (en catalan [miˈkɛl bawˈsa ro.səˈʎo]), né le 7 février 1940 à Felanitx et mort en 2005 à Barcelone, est un poète majorquin de langue catalane.
Ses poèmes figurent dans la plupart des anthologies de poésie catalane contemporaine. Il a été reconnu comme un poète talentueux dès son jeune âge avec Una bella història (1962). Bauçà a alterné la poésie et la narration jusqu’à la publication de El Canvi (1998), point culminant de son œuvre et début d’un projet poétique-encyclopédique qui fut approfondi dans ses écrits postérieurs. Sa mort solitaire a bouleversé le monde littéraire, rendant plus énigmatique encore la figure d’un auteur qui ne souhaitait être connu que par ses écrits.

## Œuvres
Poésie
- Cants jubilosos. Col·lecció Pentaleu 1. Barcelona: José J. de Olañeta, 1978.
- Una bella història. Els llibres de l’Óssa Menor 48. Barcelona: J. Pedreira, 1962. (2a.ed.) Felanitx: Editorial Ramon Llull, 1975. (4a.ed.) Els millors poetes catalans del segle XX. Ara.cat. Edicions 62, 2013.
- Nihil obstat. Editorial Daedalus. Palma, 1965. Censurat, inèdit.
- El noble joc. Balenguera Col·lecció de Poesia 6. Palma: Francesc de B. Moll, 1972.
- Poemes. Il·lustracions Jordi Serrate. Quaderns del Bordiol 2. Terrassa: 1973. (3a.ed.) Els millors poetes catalans del segle XX. Ara.cat. Edicions 62, 2013.
- Notes i Comentaris. Tres i Quatre, poesia 3. Valencia: Eliseu Climent, 1975. (3a.ed.) Els millors poetes catalans del segle XX. Ara.cat. Edicions 62, 2013.
- Les Mirsines: Colònia de vacances. Col·lecció Plecs 8. Sabadell: Les edicions dels dies, 1983.
- Obra poètica 1959-1983. Obres Completes 2. Barcelona: Empúries, 1987.
- El crepuscle encén estels. Col·lecció Migjorn 22. Barcelona: Empúries, 1992.
- En el feu de l'ermitatge (1993). Narrativa 471. Barcelona: Empúries, 2014.
- Els estats de connivència. Narrativa 150. Barcelona: Empúries, 2001.
- Els somnis. Narrativa 205. Barcelona: Empúries, 2002.
- Rudiments de saviesa. Narrativa 250. Barcelona: Empúries, 2005.
- Certituds immediates. Narrativa 300. Barcelona: Empúries, 2007.
- La carn i el goig. Col·lecció Ossos de Sol. Mallorca, 2017

Poésie-prose
- El canvi: Des de l’Eixample. Narrativa 83. Barcelona: Empúries, 1998.

Traduction en français
- Rue Marsala, traduction de Patrick Gifreu, collection « Les voies du Sud », Éditions de la Différence, 2019.